# Nagao Fujikage
Nagao Fujikage (長尾藤景 (Trường Vĩ Đằng Cảnh)) là một samurai của gia tộc Nagao phục vụ dưới trướng Uesugi Kenshin trong thời Sengoku ở Nhật Bản. Ông là một trong Uesugi Nhị thập bát tú và chiến đấu ở tả quân trong trận Kawanakajima thứ tư năm 1561.